# Ut queant laxis
Ut queant laxis är en medeltida hymn vars text intimt snotts samman med solmisering, durskalans namngivning enligt systemet do re mi fa sol la si do.
Versionen i franskspråkiga länder är följande: Ut, re mi, fa, sol, la, si (på franska namnges t.o.m. tonarterna efter detta system: Ut majeur, Re mineur etc.)
Den medeltida hymnen "Ut queant laxis" består av följande latinska text:
UT queant laxis
REsonare fibris
MIra gestorum
FAmuli tuorum
SOLve populi
LAbii reatum
Sancte Ioannes.
Melodin består av följande toner (namngivna efter den franska versionen):
UT, re, fa, re, mi, re
RE, re, ut, re, mi,
MI, fa, sol, mi, re, mi, ut, re
FA, sol, la, sol, fa, re, re
SOL, la, sol, fa, mi, fa, sol, re
LA, sol, la, fa, sol, la
sol, fa, mi, re, ut, mi, re
Som kan utläsas av fraserna ovan, börjar första raden med första tonen i skalan; andra raden med andra tonen etc. Sjunde raden däremot börjar inte på sjunde tonen. Istället har man av de två orden Sancte Ioannes (den helige Johannes) använt förkortningen SI för att namnge sjunde tonen.